# スーパーフリー事件

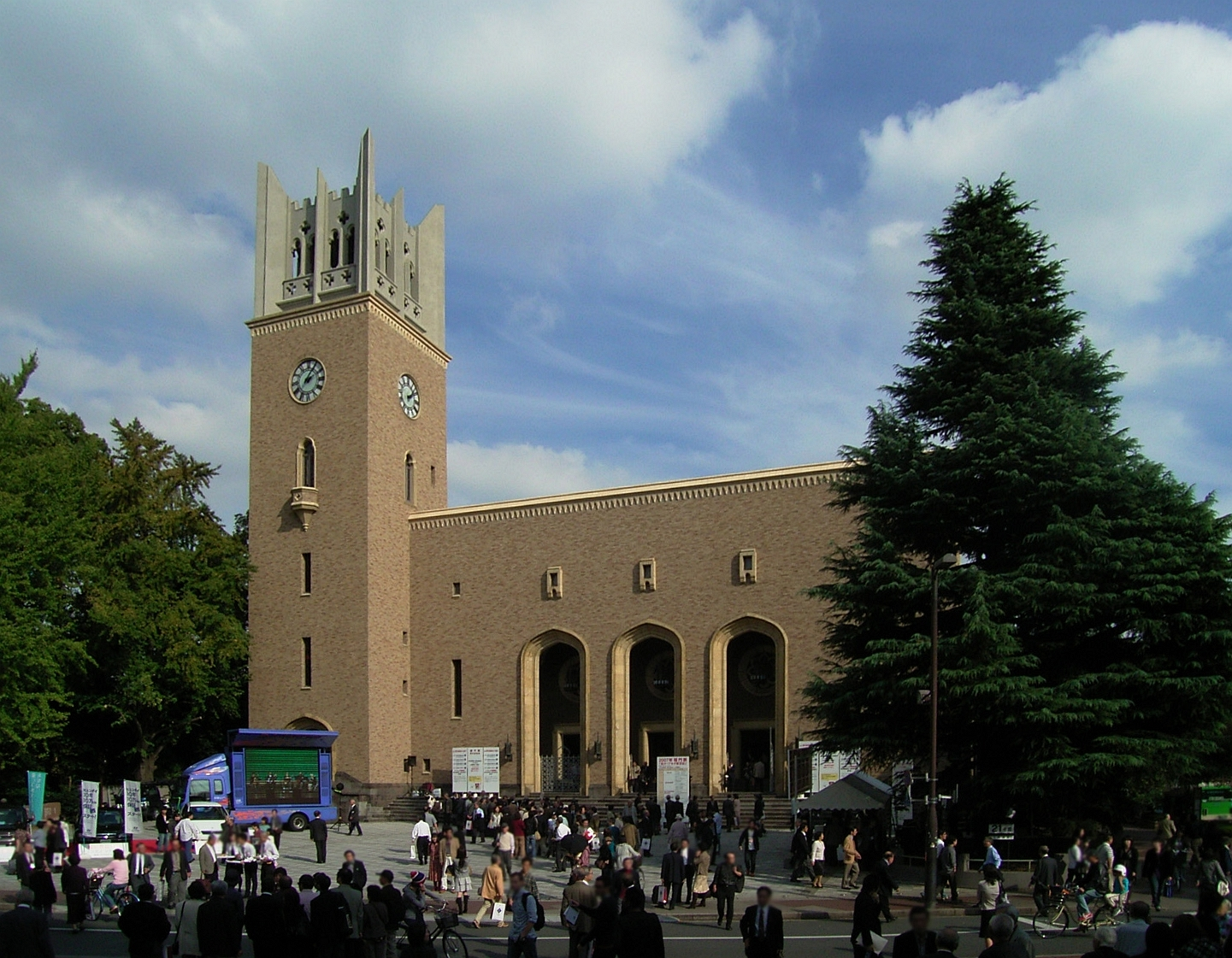
スーパーフリーの活動の拠点となった早稲田大学

スーパーフリー事件（スーパーフリーじけん）は、早稲田大学のイベントサークルを舞台にして行われた大規模な組織的輪姦事件である。
早稲田大学のインカレサークル「スーパーフリー」のメンバーは、女子大生らへの輪姦を1998年4月頃から常習的に行っていた。輪姦された女性の数は数百人以上に上る。2003年5月18日に警察に被害届が出されたことで発覚した。早稲田大学の他にも東京大学、慶應義塾大学、明治大学、法政大学、学習院大学、日本大学といった首都圏の名門大学出身の学生ら合わせて14人が準強姦罪で実刑判決を受けた。この事件は重大な社会的波紋を呼び、2004年の集団強姦罪・集団強姦致死傷罪（現・不同意性交等罪）の創設につながった。起訴されたのは3件の輪姦のみであり、関与した多くの者が未逮捕のままとなった。輪姦を幇助した女性も多数存在したが、女性は1人も逮捕されなかった。スーパーフリーはスーフリと略称されることもある。

## 事件の概要
スーパーフリーの代表者（逮捕時28歳）はディスコや音楽業界にコネがあり、六本木のヴェルファーレ等で1000人～3000人規模のイベントを開いていた。代表者とメンバーらは、そのようなイベントの二次会等で女性を酒に酔わせ、輪姦する犯行を繰り返していた。取調べにより多数の事件が判明したが、起訴されたのは以下の3つの事件であった。
1. 2001年12月19日、東京都豊島区高田のスーパーフリー代表者の自宅兼事務所における鍋パーティで、当時19歳の女性を泥酔させ、3人で輪姦した事件
2. 2003年4月27日、東京都港区六本木のロアビル12階の居酒屋における二次会で、当時18歳の女子大生を泥酔させ、人通りのない11階のクリニック入口の玄関マットに寝かせ、1時間半にわたり13人で輪姦した事件
3. 2003年5月18日、東京都港区六本木のロアビル12階の居酒屋における二次会で、当時20歳の女子大生を泥酔させ、人通りのない11階のクリニック入口の玄関マットに寝かせ、5人で輪姦した事件スーパーフリーのメンバーらが逮捕・留置された麻布警察署

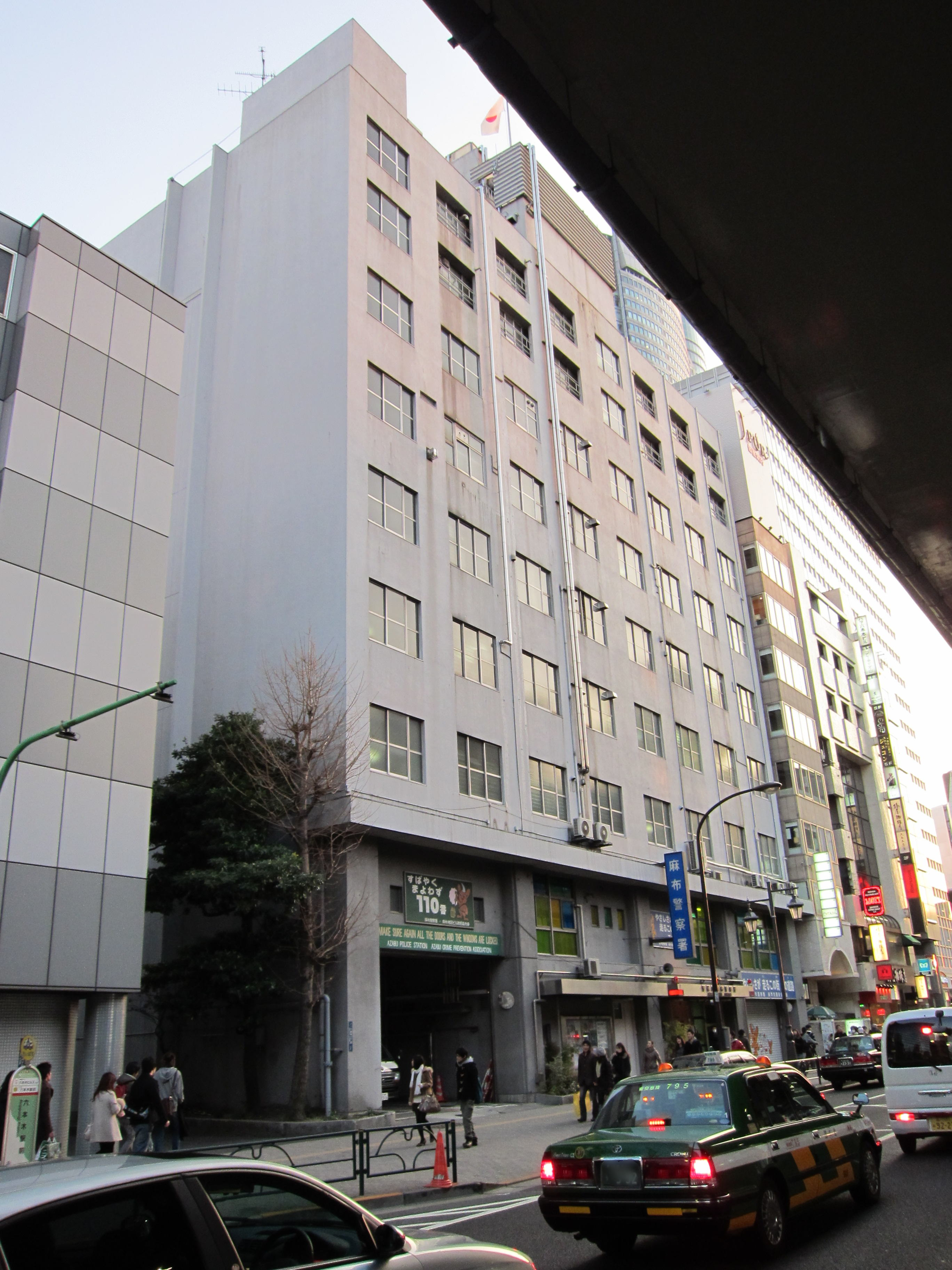
スーパーフリーのメンバーらが逮捕・留置された麻布警察署

捜査のきっかけになったのは、3番目の事件の被害者が被害当日に警視庁麻布警察署に被害届を提出したことである。2003年6月19日、3番目の事件で輪姦を行ったスーパーフリーの代表者及び男子大学生メンバー4人の計5人が強姦容疑で麻布署に逮捕されたことが報道され、本件は世間に知られるところとなった。当初容疑者らは「合意の上」と容疑を否認したが、非常階段踊場付近の玄関マットの上で初対面の男たちに輪姦されることが合意だったという主張には無理があった。6月22日にはスーパーフリーが解散し、6月30日には東京地検が容疑者のうち2名を準強姦罪で起訴した。その後、1番目の事件について2003年7月31日に元男子大学生1人が新たに逮捕された。さらに、2番目の事件について2003年11月14日までに男子大学生ら9人（未成年を2人含む）が新たに逮捕された。
2004年11月2日、代表者に対し懲役14年の実刑判決が下った。被告人側は判決を不服として同年11月17日に控訴。2005年6月2日に東京高裁（仙波厚裁判長）は控訴を棄却。2005年6月16日には最高裁第2小法廷（古田佑紀裁判長）に上告したが2005年11月1日付で棄却され、代表者を懲役14年の実刑とした1、2審判決が確定した。代表者を除く13人には懲役10年〜2年4ヶ月の実刑判決が確定した。

## 事件の経緯

### 代表者が早稲田大学に入るまで
スーパーフリーの代表者は1974年7月に生まれた。父親の教育方針はスパルタであった。代表者は、土建屋の長男として、小学生のときからクレーンや重機の使い方を教えられた。襟が曲がっていたり人前であくびをしたりすると代表者は殴られた。8歳の時には新潟から北海道まで一人旅をさせられ、幼い代表者が一人で長距離切符を買う姿を見て心配した周囲が連絡をしてきたという。代表者の小学校での成績はクラスで1、2番であった。代表者は中学高校時代には父親とほとんど口を利かなくなった。代表者が通った高校の校長は、事件後のインタビューにおいて、父親が変わり者だったようだと話している。
大学受験の際、三国志が好きだった代表者は文学部史学科に進学を当初希望していた。しかしそれでは就職が難しくなると考え直し、経済学部を受験した。そして現役合格した中央大学経済学部に1993年4月に入学した。大学では遊びたいという願望があったが、八王子の山の中で過ごすキャンパスライフは理想とは程遠く、別の大学への再受験を考えた。ゲームセンターでバイトして得た給料で予備校に通い、都心の大学を受験した。早稲田大学の政経学部に合格し、1994年4月に入学することとなった。尚、代表者は中央大学時代、交際した女性に対して童貞を喪失した。

### 代表者とスーパーフリーとの出会い
早稲田大学入学直後の代表者が高田馬場の駅前を歩いていると、スーパーフリーに所属していた先輩が偶然声をかけた。これが代表者とスーパーフリーの出会いである。スーパーフリーは早稲田大学に1982年に設立された老舗のイベント系サークルであった。代表者は、男1人を華やかな女子4～5人が囲むスーパーフリーの飲み会を理想の場と感じ、スーパーフリーに居つくことになる。代表者が入った時点では飲み会を月1回開くのが主な活動であり、輪姦などは横行していなかった。早稲田大学の2年生になった1995年6月頃に第15代の代表の座に就いたが、その時点では中心スタッフが男3人だけの小規模なサークルであった。

### ヴェルファーレとLADY JANEでの修行
1995年9月から代表者は六本木のヴェルファーレでバイトを始め、大学にはほとんど行かなくなった。スーパーフリーも新歓の時期以外は活動しない半ば休眠状態のサークルとなった。代表者はヴェルファーレのバイトを2年半続けた。「LADY JANE」というサークルのスタッフも務め、サークル運営のノウハウを学んだ。

### はじめての輪姦
ヴェルファーレのバイトを辞めて時間が出来た1998年4月に、代表者はスーパーフリーのイベントを六本木のクラブで開いた。500人以上が集まる「大成功」となった。代表者はこの「大成功」を機にイベントにのめり込むようになる。また、この「大成功」のイベントに早稲田大学以外の学生も関与したことで、スーパーフリーはインカレサークルとなった。この1998年4月にスーパーフリーが変質し、輪姦を行うようになった。
最初の輪姦は、輪姦が既に活発に行われていた明治大学のイベントサークル（サイドキックス）とスーパーフリーを掛け持ちしているスタッフ（未逮捕者）から、「スーフリでもマワし（輪姦）をやりましょうよ」と代表者が提案されたことが契機であった。その提案時の飲み会にはお酒をよく飲む女性が2人いた。代表者らは泥酔した2人を自宅に連れ込み、5～6人で輪姦した。特にトラブルなく終了した。その後、逮捕されるまでの5年間、輪姦の手口は洗練されていった。代表者が作り上げた輪姦のシステムにより、具体的な指示がなくとも、代表者の後輩が勝手に輪姦の流れを作っていくようになった。

### 高度に組織化された輪姦
東京地裁は、スーパーフリーを「条件さえ整えば、特段の打合せもないままに、その場で直ちに輪姦行為に及ぶことのできる高度に組織化された輪姦集団」と認定した。公判や報道などで明らかにされた実態は以下のようなものである。
スーパーフリーの男性メンバーは、代表者を頂点に、輪姦への貢献度やチケットの販売枚数に応じて「1軍」「2軍」「3軍（ボーイズ）」の3つの階級に分かれるようになった。上下関係は絶対で、言葉遣い・礼儀作法には非常に厳しかった。階級が高いメンバーはスーパーフリーの公式ウェブサイトに顔写真入りのプロフィールを掲載できた。1軍の支部長クラスには、チケットの売上だけで月70万円を優に超える稼ぎがあった。代表者は1000万円以上の年収があったともいわれる反面、月額30万円以上の債務をも抱えていた。
イベントの広告は、関東近郊の小規模大学の女性をターゲットにして各大学周辺でビラ配りや学内メールで行われた。都会及びエリート大学に憧れる心理を狙うものであった。遊びなれていない女性が輪姦のターゲットであった。カモにしていた女子大も存在するという。
女性達に警戒心を抱かせないためか、広告や公式サイトでは「規模の大きいサークルなので、「派手」「怖い」というイメージを持つかも知れませんが、当サークルにはギャルやヤンキーの人はいません。皆、ごく普通の人ばかりです」といった文言が記載されていた。
強姦や輪姦は、イベント会場、二次会の居酒屋、三次会のカラオケボックスまたは組織事務所で主に行われていた。スーパーフリーのメンバーは10人弱の「鬼畜班」と約40人の「和み班」に分かれ、前者は強姦の実行を担当し、後者は被害者の酔い潰しやブロッキング（被害者と被害者の友人等を隔離し、輪姦が気づかれないようにすること）といった強姦の幇助と被害者の丸め込みを担当した。「鬼畜班」と「和み班」を兼ねているメンバーもいた。被害者を丸め込むにあたり、輪姦終了後に缶コーヒーをおごる、ファミリーレストランに連れて行く、無理やり笑顔を作らせて写真を撮る、などの事後処理行為がおこなわれた。これは後で問題になったとき、和姦を主張するためである。

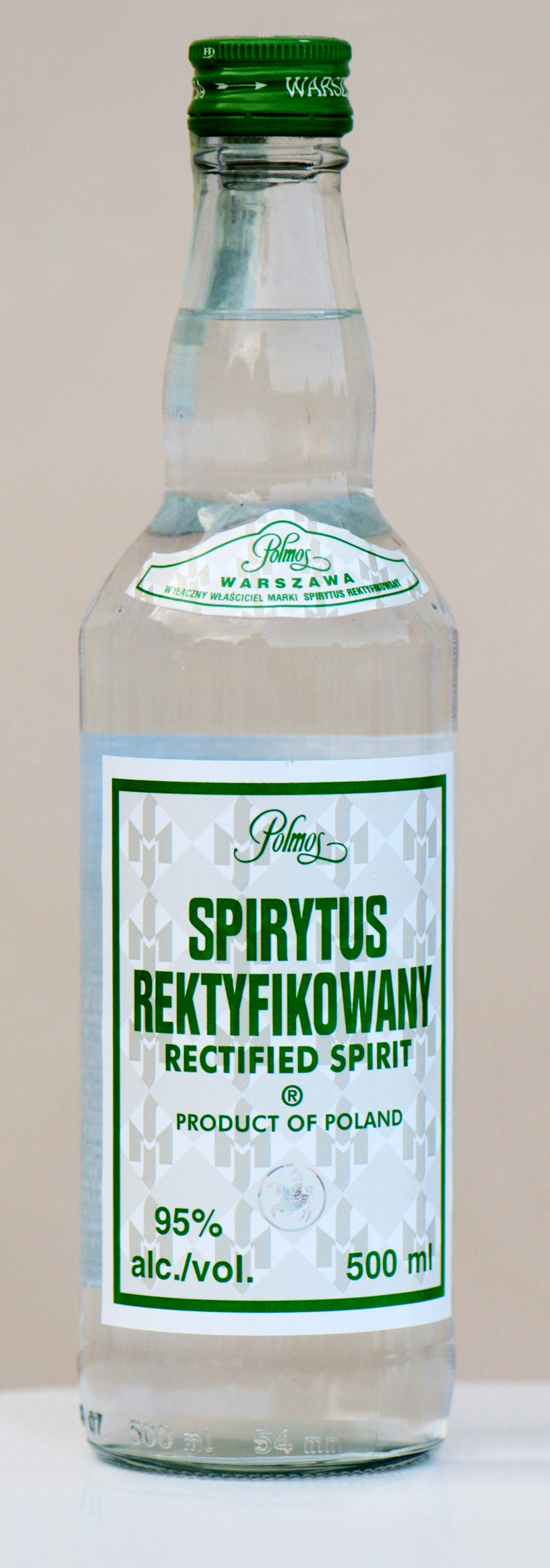
被害者を酔い潰す「スペシャルサワー」に用いられていたスピリタス

女性を酔い潰すに際しては「スペシャルサワー」と称する高アルコール飲料（アルコール度数96のスピリタスを各種サワーに混ぜたもの）が常用された。これは代表者と幹部（逮捕者）が女性を早く泥酔させる目的で試行錯誤の末に編み出した調合の酒であり、隠語では「スーパーヤリヤリサワー」とも呼ばれていた。未成年であっても飲酒は要請されていた。ジュースにも混ぜられる睡眠薬ハルシオンも用いられた（但し、代表者は薬物の使用には反対していたともいわれている）。被害者が昏睡状態に陥り、吐瀉物にまみれ、気絶して全く反応しなくなっても輪姦は続行された。
輪姦は「ギャルズ」と呼ばれる合計50～60人程度の女性スタッフにも支えられていた。この「ギャルズ」は、元々スーパーフリーで輪姦被害を受けた女性が務めた場合もあったという。彼女らは男性メンバーがチケットを売りさばくのを助けると共に、自らの知人女性をイベントに連れてきて男性メンバーに「献上」し、「献上」された女性に対する輪姦のブロッキングを幇助し、さらには被害者の宥め役を担当していた。それらの貢献への見返りとして、「ギャルズ」は芸能プロや女性誌への紹介、金銭的報酬といった恩恵を受けていたといわれる。被害者の女性の立場から見れば、自分の他にも女性が多数参加する会合だったにもかかわらず輪姦されたことになる。例えば、起訴された2003年5月18日の輪姦が行われた居酒屋にいた15人の内訳は、男性7人と女性8人であり、女性の方が多かった。
暴力団幹部の息子と繋がりのあるハコ屋（クラブでのイベントの予約利権を握るイベントサークルOB集団。イベントサークルがクラブ会場を借りる際にはハコ屋の仲介は必要だとされる）がスーパーフリーの関係者にはいた。スーパーフリーのメンバーたちは、女性を強姦した後「俺たちにはヤクザがついている」と被害者を脅して口封じをしていた。
2001年にスーパーフリーは軌道に乗り、法人格を持つ有限会社となった。2002年からは大阪・名古屋・札幌・福岡に支部を設立して全国展開を行った。これらの支部のスタッフを交えて輪姦をおこなうこともあった。
スーパーフリー主催によるほぼ全てのイベントで強姦が行われていたと、被告人の一人が第17回公判で証言している。被害者の総数は400名以上にのぼるとも報じられた。代表者は、自らが犯したのは200～300名ほどとしている。イベントの際の一日あたりの被害者数は3～4人であり、4月の新歓の時期は１ヶ月で20人ほどが輪姦された。

### 常軌を逸した発言
次のような常軌を逸した言葉がスーパーフリー内でやり取りされていたことが公判で明らかになった。
- 「女は撃つ（強姦する）ための公共物だ」
- 「新入生の女は酒も弱いし、ゲームも弱いから、すぐにでも回せるんだ（輪姦できるんだ）」
- 「4月は撃てる（強姦できる）」
- 「回し（輪姦）に参加しないスタッフは一人前ではない」
- （ミーティングで輪姦をやめたらどうかという意見が出された際）「あり得ない。二次会（輪姦）はおれの生き甲斐だ」
- 「回し（輪姦）によって連帯感を高める。そうすればやる気が出る。それがイベント成功の秘訣である」
- （輪姦被害者が自らの着衣に付いた精液をトイレットペーパーで拭くなどといった惨めな作業をしていた際）「みんなの前で泣かない方がいいよ」
- （輪姦被害者に対して）「お前昨日20人以上に犯られたんだぞ」

### 多数の未逮捕者
2001年5月頃から２ちゃんねるなどの匿名掲示板ではスーパーフリーにおいて輪姦が行われていることが幾度も指摘されていた。スーパーフリーのOBの一人（未逮捕者：サイドキックスから輪姦を持ち込んだ前述の人物）は、インターネット上の2002年10月02日付の日記にスーパーフリーで5人に輪姦された女性がいることを記載していた。しかし、警察がそれらのインターネット上の記述によって逮捕に動くことはなかった。代表者が2003年6月19日に逮捕された後、他の被害者たちが名乗り出て約30件の被害届を提出した。だが、起訴された事件はそのうち3件に過ぎなかった。東京メンバーの1軍と2軍（事件発覚の段階では合計17人）は全員が直接・間接に輪姦に加わっていたが、被害者の中には泣き寝入りした者や自殺した者もいたため、17人の全てが逮捕起訴されたわけではなかった。輪姦に参加した事実を検察に把握されつつも逮捕起訴を免れ、あたかも司法取引のような形で検察側証人として法廷に立った北海道支部のスタッフも存在した。輪姦を幇助した「ギャルズ」も全員逮捕を免れた。

### 代表者を庇う言葉
事件の発覚後、代表者らの行為は各方面から徹底的な批判と罵倒を浴びた。一方、代表者やスーパーフリーを庇うような肯定的な発言も存在はする。
- 「（代表者には）前科前歴のないこと」（東京地裁における主犯への判決文）[8]
- 「やっぱり（代表者実名）は、カリスマ性ありましたね。（中略）一番多いときには3千人とかいた。それを束ねていたわけですから。論理的にきちんと話せる人で、頭もいいですね。それに覚悟も決まっていました。（中略）赤字が出たときには、1人で200万円、300万円をかぶっていました。イベントをやるために、こんなに苦労をしてくれているんだ、大変なんだというふうに、その姿勢はスタッフの間で認められていましたね。」（地方支部のスタッフ）[9]
- 「スーパーフリーは悪いこともあったが、イベントをやっていくなかで、プラスになる部分もありました」（有罪判決を受けたメンバー）[9]
- 「全国展開できるサークルの企画運営に携われることに、誇りか、または喜びのようなものを感じていました。それまでは早大、慶応といっても、何もできないたくさんの大学生たちをみて、うんざりしていました。それに比べてスーフリは、ベンチャーなどの勉強をして第一線で活躍できる、実践の場に見えました。」（有罪判決を受けたメンバー）[9]

小野登志郎は、1997年11月に山一証券の破たんなどの企業神話崩壊を象徴する事件が起き、「ベンチャー」や「起業」といった言葉に若者が煽られたことを後者二つの発言の時代的背景として指摘している。

## 早稲田大学の関与と対応
2001年（平成13年）に授業料未払いのため退学処分にしたが、代表者が再び入試で合格したため2002年（平成14年）4月に第二文学部に再入学させた。再入学後は、同大学の学生として再び学業に励む一方で、学内外の活動にも積極的に関与するようになったとされる。すなわち代表者は10年近く早稲田大学の学生だったことになる。
早稲田大学がIT関連のベンチャー企業育成を主な目的にして2000年（平成12年）に設立した「Zaiya.com」が行ったコンテスト「iモードビジネスコンテスト2000」において、犯行現場でもある自宅兼事務所で代表者と共同生活をしていたスーパーフリーの幹部には優秀賞が与えられていた。
早稲田大学は2000年（平成12年）4月にスーパーフリーを公認サークルに認定したが、他大学のキャンパス内の学生掲示板に無許可でビラを貼りつけたことによって2002年（平成14年）4月に公認を取り消していた。すなわち、事件発覚時には早稲田大学はスーパーフリーを公認していなかった。小野登志郎は、著書において、ビラを学生掲示板に無許可で貼りつけたことだけで公認取り消しになるのは考えにくいため、他に何か理由があったのではないかと推測している。
事件発覚を受け、学生部長は2003年（平成15年）6月26日に品位を守るよう全学生にEメールで通知した。早稲田大学文学部教授会は代表者を2003年（平成15年）7月1日付けで退学処分にした。政治経済学部、教育学部の両学部もこれに続き、2003年（平成15年）7月8日付けで在籍する学生の退学処分を発表した。
早稲田大学の学生不祥事調査対策委員会は、2003年（平成15年）7月31日付で合計約1000ページに及ぶ「第一次報告書」を作成している。この報告書は早稲田大学の各学部16箇所に保管され、教職員のみ閲覧が可能である。事件発覚後に早稲田大学に寄せられた900件の電話と460件のメールの内容が全て記録されている。

## 事件の余波
この事件を契機に、強姦罪内に集団強姦などの条項が新設された。
2003年には自由民主党衆議院議員の太田誠一が本事件について「集団レイプする人は、まだ元気があるからいい。まだ正常に近いんじゃないか」と発言したことが問題となり、日本国内のみならずBBCやCBSなどにも報道される国際的なスキャンダルとなった。この直後、太田は第43回衆議院議員総選挙で落選している。さらに、早稲田大学OBでもある自由民主党衆議院議員の福田康夫が首相官邸内における番記者たちとの懇談の席上、太田発言について「太田さんは謝っちゃったんだね……。（略）だけど、女性にもいかにも「してくれ」っていうの、いるじゃない。そこらへん歩けば、挑発的な格好してるのがいっぱいいるでしょ」「ボクだって誘惑されちゃうよ」「そういう格好しているほうが悪いんだ」「男は黒豹なんだから」などと発言してレイプを擁護したと報じられ、物議を醸した。
2003年度に6.2倍だった早稲田大学の受験倍率は、2004年度には5.5倍に下落した。
2012年に、東京都内在住の元スーパーフリー男性メンバーが、グーグルの検索結果でスーパーフリー事件に関連するサジェストワード（予測検索語）を表示され、名誉を傷付けられて就職が困難になったと申し立て、グーグルのアメリカ法人を相手取り、検索結果の削除並びに損害賠償約1300万円を求める訴訟を東京地方裁判所に起こしていたことが明らかとなる。2013年4月15日、東京地裁で小林久起裁判長は原告の主張を一部認め、表示差し止めと30万円の賠償を命じたが、就職が困難になったとの申し立てについては退けた。この判決に対し米グーグル本社は控訴した。同様の裁判で、2013年5月30日に東京地裁の本多知成裁判長が、また2013年10月30日に東京高裁の井上繁規裁判長が、それぞれ原告の請求を退けており、司法判断が分かれた。

## 代表者のその後
東京拘置所に収監された代表者は暇を持て余して別の被収監者と文通しており、その文面の一部が週刊誌に報道された。代表者は
などとと語っていたという。
代表者は千葉刑務所で懲役刑に服した。雑居房では10人の受刑者で共同生活を行ったが、代表者に絡む受刑者は滅多におらず、イジメも全くなかった。服役中はまず印刷工場に7年勤め、次に炊事工場に5年勤めた。空いた時間は勉学に打ち込み、千葉刑務所で取れる簿記一級などの資格はすべて取得し、刑期後半には山口刑務所で職業訓練を受けて2級ボイラー技士免許や「簡単なワードやエクセルの資格」を取得したという。歴史書を大量に読むこともでき、史学科に行こうと思っていた高校時代の夢をかなえたような気持ちになった。母親とは月1回程度手紙をやり取りしていたが、その手紙で父親が暴行事件の被害者となったことを知って腹を立てたことがあり、その時に輪姦被害者の感情に気づいたという。出所前には6ヶ月間の再犯防止プログラムを山形刑務所で受けた。2018年6月29日に刑期を終え満期出所した。服役中の就労支援が縁で、出所2日前に決まった週休1日の仕事に現在は就いている。仕事上では別名を名乗っている。
2019年2月14日発売の週刊新潮において7ページの手記を発表し、自らの半生や犯行動機について記述した。1対1のセックスから輪姦に移行した理由は、セックスできる女性を自分だけが独占するのは悪いという感覚があったためとした。また、輪姦を行う前は美人でない女性でも大切にしようと思っていたが、犯行後は性欲のはけ口としか思わなくなり、周りの女性を「バカ短大」と見下していたとした。また、被害者に賠償金を払いたい旨を手記で表明した。出所したら息子を殺すとマスコミに語っていた父親と連絡を取るのは気が重いという。